# گرایکو
گرایکو (انگلیسی: Graco) شرکت تولید صنعتی آمریکایی است، که در سال ۱۹۲۶ تأسیس شد.